# Akubar
Akubar (arab. عكوبر) – wieś w Syrii, w muhafazie Damaszek. W 2004 roku liczyła 563 mieszkańców.